# Jan Balachowski
Jan Balachowski (Cracovia, 28 dicembre 1948) è un ex velocista polacco.

## Palmarès

### Europei
- 1 medaglia:
  - 1 argento (Helsinki 1971 nella staffetta 4x400 m)

### Europei indoor
- 8 medaglie:
  - 5 ori (Madrid 1968 nella staffetta 4x364 m; Belgrado 1969 nei 400 m piani; Belgrado 1969 nella staffetta 4x390 m; Sofia 1971 nella staffetta 4x400 m; Grenoble 1972 nella staffetta 4x400 m)
  - 2 argenti (Praga 1967 nella staffetta 4x300 m; Vienna 1970 nella staffetta 4x400 m)
  - 1 bronzo (Madrid 1968 nei 400 m piani)